# (1510) Charlois
(1510) Charlois – planetoida z grupy pasa głównego asteroid okrążająca Słońce w ciągu 4 lat i 133 dni w średniej odległości 2,67 au. Została odkryta 22 lutego 1939 roku w Observatoire de Nice przez André Patry. Nazwa planetoidy pochodzi od Auguste Charloisa, francuskiego astronoma odkrywcy 99 asteroid. Przed nadaniem nazwy planetoida nosiła oznaczenie tymczasowe (1510) 1939 DC.